# 圣贡萨洛 (阿马兰蒂)
圣贡萨洛是葡萄牙波尔图区的一个堂区。总面积4.75平方公里，总人口6503人，人口密度1369.1人/平方公里。